# Zdravotní gramotnost
Zdravotní gramotnost je soubor dovedností a schopností porozumět, vyhledávat a používat informace, nástroje a služby, které souvisí se zdravím, díky nimž může jedinec převzít kontrolu nad svým zdravím, konat správná rozhodnutí o svém zdravotním stavu v kontextu každodenního života a podporovat a udržovat své dobré zdraví.
Váže se jak k jednotlivci, tak k celé populaci. Zdravotní gramotnost závisí na obecnější úrovni gramotnosti. Zaměňuje se s užším termínem medicínská gramotnost, která označuje porozumění pozvánkám na vyšetření, příbalovým letákům, pokynům zdravotnického personálu, základní orientaci ve zdravotním systému a znalost symptomů běžných nemocí.
Tento termín poprvé použil Scott Simond v dokumentu Výchova ke zdraví jako sociální politika.
Význam spočívá v pomoci lidem zlepšovat své zdraví (seznámením s principy zdravého životního stylu a posílením osobní odpovědnosti) a ve zvyšování celkové úrovně zdravotního stavu populace, kdy nízká zdravotní gramotnost může vést ke zvýšenému zdravotním rizikům, ekonomických ztrátám či způsobovat rozdíly v úrovni zdravotního stavu mezi sociálními třídami.

## Modely
Nejčastěji se používá třístupňový model, který vytvořil Australan Don Nutbeam. Modely se zabývají strukturou zdravotní gramotnosti, návaznosti na další odborné termíny, rovněž se věnují výzkumům měření a hodnocení zdravotní gramotnosti.
- Funkční zdravotní gramotnost spočívá v předávání informací o zdravotních rizicích a využívání zdravotnických služeb. Využívá informačních letáků, brožur a zdravotní výchovy pacientů.
- Interaktivní (komunikativní) zdravotní gramotnost rozvíjejí vzdělávací zařízení a zdravotníci. Cílem je rozvíjet schopnosti jedinců jednat samostatně, dodržovat pokyny zdravotníků a motivovat je.
- Kritická zdravotní gramotnost se zaměřuje na chování a činnosti jednotlivců, které utvářejí zdravotně příznivé sociální prostředí. Spadá sem i mediální gramotnost, kdy by se daná osoba měla orientovat ve zdravotnických informacích, která jsou dostupná v médiích.